# 佐々木卯之助
佐々木卯之助（ささき うのすけ、寛政7年（1795年） - 明治9年（1876年）12月26日）は、江戸幕府の大筒役。

## 経歴
寛政7年（1795年）、幕臣佐々木伝左衛門の子として生まれる。文政7年（1824年）、幕府大筒役に任じられ、相州炮術調練場の責任者となる。天保6年（1835年）12月に評定所から調練所の不備を咎められ、伊豆国青ヶ島遠島の判決を受ける。
天保6年（1836年）3月に刑が執行され、青ヶ島に流罪となる。明治維新によって（明治元年）1868年12月に赦免を受けるが、高齢でもあり、体調不良もあって、青ヶ島に留まる。明治9年（1876年）、青ヶ島で死去。青ヶ島の清受寺に埋葬された。子孫は同島に在住している。

## 佐々木卯之助事件
立入禁止の相州炮術調練場の空き地では、伝左衛門の許可を得て地元の農民が耕作をしており、それを佐々木卯之助が継続して許可していたことが代官江川英毅・江川英龍親子の検地により判明した。これを受けて評定所は、隠居であった父の伝左衛門、長男の菊次郎とともに、青ヶ島遠島の判決を出した。
また、職務不行き届きとして、片岡丹次郎、丹羽捨吉、神谷金右衛門が江戸所払いとなり、見廻り役の平野彦四郎、金井弥一郎、平野新蔵、桜井要蔵、松本良右衛門が牢押し込めとなった。
炮術調練場の運営は周囲の村や住民に過大な負担を強いており、それに対する懐柔工作の一環で、周辺住民へ農地の耕作を許可していたものと推測される。また、事件当時は天保の大飢饉が発生しており、卯之助の計らいは農民に感謝されていた。このため、死後、初代茅ヶ崎村長が発起人となり、追悼記念碑が建てられた（神奈川県茅ヶ崎市東海岸五丁目に所在）。

## 墓標
当初、青ヶ島にあったが、後に海前寺（神奈川県茅ヶ崎市東海岸五丁目）に移されている。